# Visualización creativa
La visualización creativa es el proceso cognitivo de generar, a propósito, imágenes mentales visuales, con los ojos abiertos o cerrados, simulando o recreando la percepción visual, con el fin de mantener, inspeccionar y transformar esas imágenes, modificando en consecuencia, sus emociones o sentimientos asociados,  con la intención de experimentar un posterior beneficio fisiológico, psicológico, o efecto social, tales como acelerar la curación de heridas en el cuerpo, minimizar el dolor físico, calmar el dolor psicológico incluyendo la ansiedad, la tristeza y el bajo estado de ánimo, mejorando la autoestima o autoconfianza, y realzando la capacidad de hacer frente cuando interactuamos con otros.  

## Imágenes mentales visuales y no visuales
El cerebro es capaz de crear otros tipos de imágenes mentales, además de las imágenes visuales, simulando o recreando experiencias perceptivas a través de todas las modalidades sensoriales, incluyendo auditivas imágenes de sonidos, pruebas de imágenes gustativas, olfativas imágenes del olfato, motoras imágenes del movimiento, y táctiles imágenes de tacto, incorporando textura, temperatura y presión.  
A pesar de la capacidad para generar imágenes a través de modalidades sensoriales, el término de visualización creativa literalmente significa el proceso por el que una persona genera y procesa imágenes mentales específicamente.  
Sin embargo, la visualización creativa está estrechamente relacionada, y es a menudo considerada una parte de una técnica llamada "imágenes guiadas" , para que un entrenador médico o profesor ayude a participantes o pacientes a evocar y generar imágenes mentales que simulan o recrean la percepción sensorial de señales, sonidos, pruebas, olores, movimientos y tacto, así como contenido imaginativo o mental que el sujeto participante experimenta como desafiando las categorías sensoriales convencionales.

## Aplicación terapéutica
La aplicación terapéutica de la visualización creativa se propone educar al paciente para alterar las imágenes mentales, lo cual en su momento contribuye al cambio emocional.  Específicamente el proceso facilita al paciente el reemplazo de imágenes que agravan el dolor físico, exacerban el dolor psicológico, reafirman la debilitación, recuerdan y reconstruyen eventos angustiosos o intensifican sentimientos perturbadores tales como la desesperanza y ansiedad, con imágenes que enfatizan y promueven el bienestar físico, la claridad cognitiva y la ecuanimidad emocional. Este proceso puede ser facilitado por un practicante o maestro en persona a un individuo o a un grupo. Alternativamente, los participantes o pacientes pueden seguir orientación provista por una grabación de sonido, video o medio audiovisual que incluya instrucciones habladas que pueden ser acompañadas de música o sonido.  
La aplicación terapéutica de visualización creativa apunta a educar pacientes en imágenes mentales alternadas, las cuales contribuyen a un giro en el cambio emocional. En concreto , el proceso facilita a los pacientes el reemplazo de imágenes que empeoran el dolor físico, exarcerban el dolor psicológico, reafirman la debilidad, recolectando y reconstruyendo eventos afligidos, o intensificando sentimientos perturbadores tales como la desesperanza y la ansiedad, con imágenes que enfatizan y precipitan un confort físico, claridad cognitiva y claridad emocional. Este proceso puede estar facilitado por un profesional médico o profesor en persona o en grupo. Alternativamente, los participantes o pacientes pueden seguir guiados por medio de recuerdos sonoros, vídeo, o audiovisual comprendiendo instrucciones habladas que pueden estar acompañadas por música o sonidos.  

## Las etapas de la visualización creativa
De acuerdo a la teoría computacional de imágenes, que deriva de la psicología experimental, el proceso de visualización creativa comprende cuatro etapas:  
- La Etapa 1 es "Generación de Imágenes". Esto supone generar imágenes mentales, desde la memoria, desde la fantasía, o una combinación de ambas.

- La Etapa 2 es "Mantenimiento de Imagen". Supone la preservación o mantenimiento intencional de las imágenes, sin esto la imagen mental es sometida a un decaimiento rápido, y no resiste el tiempo suficiente para avanzar a las siguientes etapas.

- La Etapa 3 es la "Inspección de la Imagen". En esta etapa, una vez generada y mantenida, la imagen mental es inspeccionada y explorada, elaborada en detalle, e interpretada en relación con el participante. Esto frecuentemente involucra un proceso de exploración, por el cual el participante dirige su atención a través y alrededor de una imagen, simulando cambios en la perspectiva con la que se la percibe.

- La Etapa 4 es la "Transformación de la Imagen". En esta etapa, el participante transforma, modifica, o altera el contenido de la imagen mental generada, de manera que sustituye imágenes que provocan sentimientos negativos, que son indicadores de sufrimiento y exacerban el dolor psicológico, o que reafirman incapacidad o debilidad, por esos que provocan una emoción positiva, que son insinuantes de la autonomía, habilidad para hacer frente a las cosas, y un grado mayor de aptitud mental y habilidad física.

## Absorción y atención
En orden el participante para beneficiarse desde este organizado proceso creativo de visualización, el o ella debe ser capaz o susceptible a la concentración, la cual es una apertura para mantenerse absorto y autoalternar experiencias. 
Además, el proceso de procesamiento visual de imágenes pone considerable exigencias al recurso del procesamiento cognitivo, incluyendo trabajar la memoria. 
En consecuencia, en la práctica clínica, la visualización creativa está a menudo proveyendo de parte de una estrategia multimodal que integra otras intervenciones, la mayoría guías de meditación o alguna otra forma de praxis meditativa, técnicas de relajación, y música de meditación o musicoterapia receptiva, porque esos métodos pueden aumentar la capacidad de los participantes o pacientes para ser susceptibles a la absorción, aumentan el control de atención, y repone los necesarios recursos cognitivos, así aumenta la eficacia de la visualización creativa.  

## Visualización creativa e imágenes guiadas
Además algunos autores usan el término visualización creativa de manera intercambiable con imágenes guiadas. Mientras tanto otras aluden a "imágenes guiadas" en un camino a indicar que está incluida en la visualización creativa. Entre tanto, otros se refieren a "imágenes guiadas" como un camino a indicar que está incluido en la visualización creativa.  
Además, la investigación clínica científica, y autores académicos frecuentemente evalúan, analizan y discuten los efectos de tanto la visualización creativa como las "imágenes guiadas" conjuntamente e inseparablemente desde otras intervenciones con las cuales ellos comúnmente combinan, incluyendo meditación musical o musicoterpia receptiva, relajación, meditación guiada o praxis meditativa, y terapia mediante la escritura de diarios personales, con el resultado que eso es a menudo difícil a atribuir resultados positivo o negativo a cualquiera de las técnicas específicas.  

## Beneficios
Pese a reconocerse dificultades en su distinción, los resultados de la visualización creativa de los resultados precipitados de acompañamiento combinando intervenciones, ha sido mostrado a hacer una contribución efectiva a la rehabilitación y beneficios educativos cuando contrata como un complemento adjunto a clínica primaria, e instrucciones estratégicas incluyendo tanto un medio a bajar niveles de estrés, minimizar la frecuencia, duración e intensidad de episodios asmáticos, controlar y manejar el dolor, desarrollar habilidades para mejorar la capacidad de realizar tareas en situaciones exigentes, disminuir la incidencia de insomnio, calmar sentimientos de peligro, reducir apariencias negativas o pensamientos irracionales, calmar la ansiedad, aumentar los niveles de optimismo, mejorar la aptitud física y mental, y aumentar en general los sentimientos de bienestar y autoreporte de calidad de vida.